# Homer Dickens
Pour les articles homonymes, voir Dickens.
Homer Dickens est un journaliste américain du XXe siècle, spécialiste des acteurs de l'âge d'or d'Hollywood.

## Publications
- Les films de Katharine Hepburn, 1971.
- Les films de Marlene Dietrich, 1974.
- Les films de Ginger Rogers, 1975.
- What a Drag: Men As Women and Women As Men in the Movies, 1982.
- Les films de James Cagney, 1983.
- Les films de Gary Cooper, 1983.
- Les films de Barbara Stanwyck, 1985.